# Kirche Wildberg (Vorpommern)

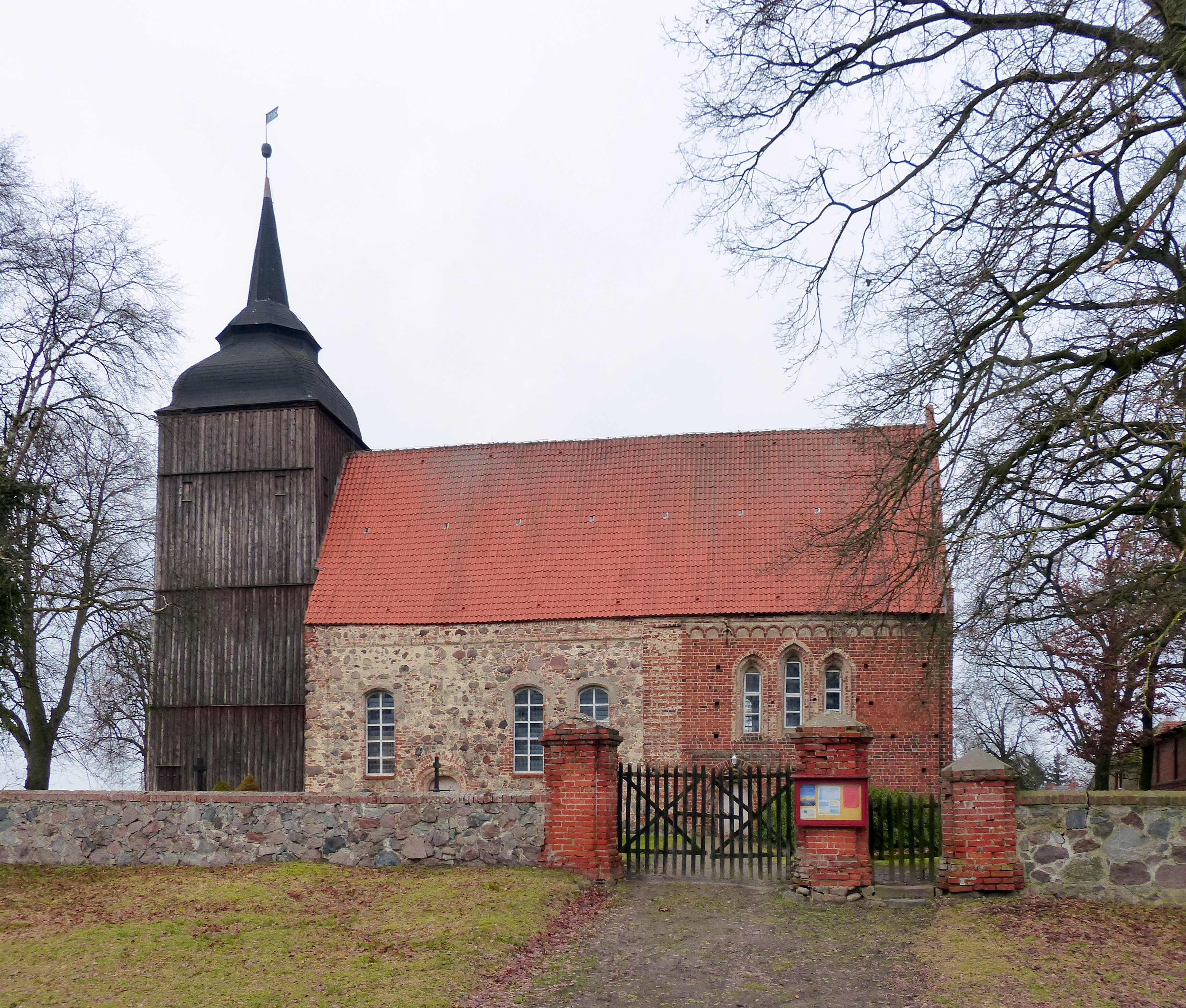
Kirche Wildberg

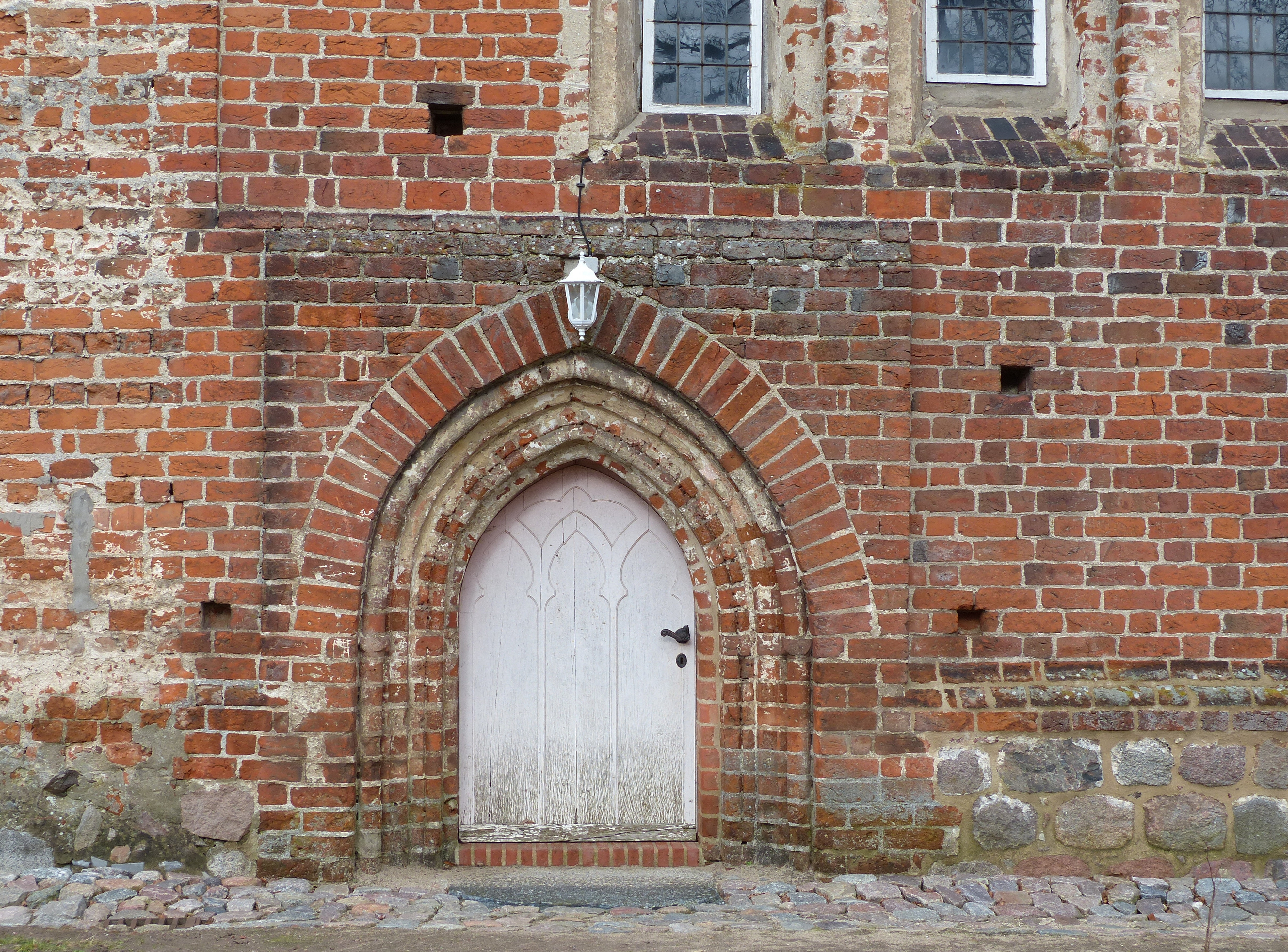
Östliches Südportal

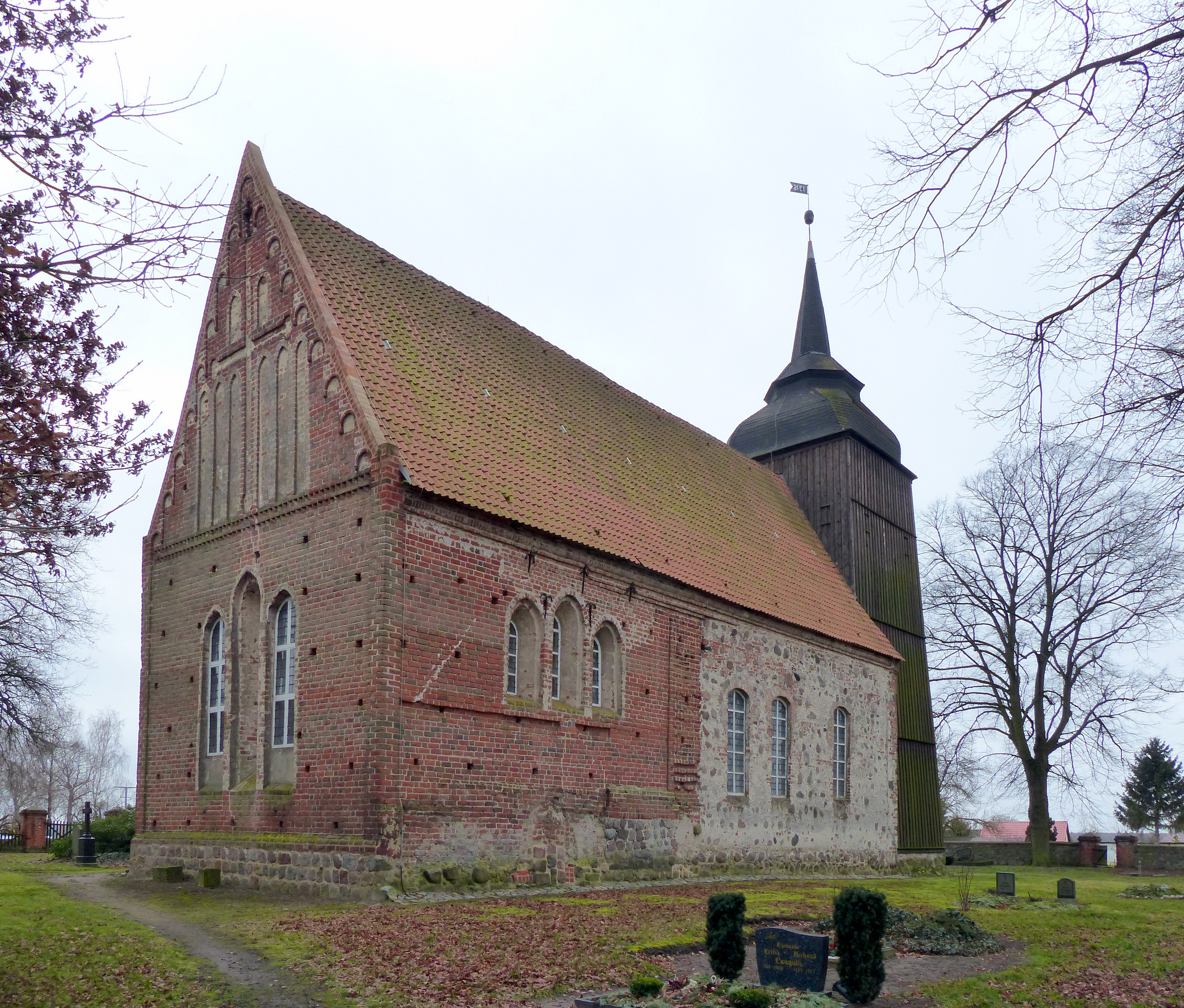
Ostgiebel und Nordseite

Die Kirche Wildberg ist ein Kirchengebäude in Wildberg im Landkreis Mecklenburgische Seenplatte. Sie gehört zur Kirchengemeinde Altenhagen der Propstei Demmin im Kirchenkreis Pommern der Evangelisch-Lutherischen Kirche in Norddeutschland.
Wildberg wurde 1249 als Besitz des Klosters Reinfeld erwähnt, von dem die Kirche im Ort und die im benachbarten Wolkow gegründet wurden.

## Gebäude
Der älteste Teil der Kirche ist der frühgotische Chor aus Backstein auf einem Feldsteinfundament, der in der zweiten Hälfte des 13. Jahrhunderts errichtet wurde. Der gerade geschlossene Chor hat Ecklisenen und auf der Südseite ein Rundbogenfries. Das spitzbogige Südportal ist reich gegliedert und mit teilweise braunglasierten Formsteinen eingefasst. In den drei Seiten befinden sich unterschiedlich große spitzbogige, schräg gelaibte Dreifenstergruppen. Der Ostgiebel ist durch eine große Kreuzblende, unten von je drei spitzbogigen Langblenden und je einer kleineren Blende auf deren Seiten gegliedert. Umgeben ist der Ostgiebel von einem aufsteigenden Rundbogenfries, ein Zahnfries verläuft zwischen den Traufen. Verzahnungen an den Westenden der Chorwände deuten auf eine ursprünglich geplante Erweiterung des Baus im gleichen Stil hin.
Diese fand erst im 16. Jahrhundert statt, als das Kirchenschiff aus Feldstein mit untermischten Ziegeln angefügt wurde. Dieses hat je drei lange segmentbogige Fenster und auf der Südseite ein korbbogiges Portal.
Der quadratische Westturm stammt aus dem 18. Jahrhundert. Der Fachwerkturm ist mit Brettern verblendet und trägt eine geschweifte Haube.
Im Inneren ist das Langhaus durch einen breiten spitzbogigen Triumphbogen mit dem Chor verbunden. Der Chor hat innen ein achtteiliges kuppelförmiges Rippengewölbe. Die im Querschnitt rechteckigen Rippen ruhen auf rechtwinkligen Eckvorlagen mit attischer Basis und wulstförmigem Kämpferglied.

## Ausstattung
Der Altaraufsatz aus dem Jahr 1612 ist ein Säulenbau mit Seitenstücken in zwei Geschossen in Renaissanceformen. Der bekrönende Giebel ist von den um 1500 geschnitzten Figuren der Madonna und eines Schmerzensmanns. Die Kanzel aus dem ersten Viertel des 17. Jahrhunderts hat reiches Reliefdekor und einen Schalldeckel.
In den Feldern der Orgelempore befinden sich Ölbilder aus der Zeit um 1700. Sie stellen Szenen aus dem Leben Jesu dar: Mariä Verkündigung, Christi Geburt, Darstellung im Tempel, Anbetung der Könige, Einzug in Jerusalem, Kreuzabnahme, Auferstehung und Christi Himmelfahrt. 
Die Orgel wurde 1829 gebaut, der Erbauer ist unbekannt (August Wilhelm Grüneberg, Carl August Buchholz oder ein anderer). 1914 baute Felix Grüneberg die Orgel pneumatisch um. Sie hat zwei Manuale und Pedal. 2012 restaurierte Rainer Wolter das Instrument.
Die Glocke, ursprünglich 1765 von Johann Heinrich Scheel in Stettin hergestellt, wurde 1937 umgegossen.